# بلومفیلد، شهرستان جانسون، ایلینوی
بلومفیلد (به انگلیسی: Bloomfield) یک منطقهٔ مسکونی در ایالات متحده آمریکا است که در شهرستان جانسون، ایلینوی واقع شده‌است. بلومفیلد ۱۲۷٫۱ متر بالاتر از سطح دریا واقع شده‌است.